# Ingeniero Cuauhtémoc Cárdenas Segunda Sección
Ingeniero Cuauhtémoc Cárdenas Segunda Sección är en ort i Mexiko.   Den ligger i kommunen Tianguismanalco och delstaten Puebla, i den sydöstra delen av landet, 90 km sydost om huvudstaden Mexico City. Ingeniero Cuauhtémoc Cárdenas Segunda Sección ligger 1 970 meter över havet och antalet invånare är 143.
Terrängen runt Ingeniero Cuauhtémoc Cárdenas Segunda Sección är kuperad västerut, men österut är den platt. Runt Ingeniero Cuauhtémoc Cárdenas Segunda Sección är det tätbefolkat, med 459 invånare per kvadratkilometer. Närmaste större samhälle är Atlixco, 4,9 km sydost om Ingeniero Cuauhtémoc Cárdenas Segunda Sección. Omgivningarna runt Ingeniero Cuauhtémoc Cárdenas Segunda Sección är en mosaik av jordbruksmark och naturlig växtlighet.